# Port lotniczy Longana
Port lotniczy Longana (IATA: LOD, ICAO: NVSG) – port lotniczy położony w Longana (Vanuatu).

## Linie lotnicze i połączenia
- Air Vanuatu (Luganville, Lonorore, Maewo)[1]